# La Suisse
 (mai 2019).
Si vous disposez d'ouvrages ou d'articles de référence ou si vous connaissez des sites web de qualité traitant du thème abordé ici, merci de compléter l'article en donnant les références utiles à sa vérifiabilité et en les liant à la section « Notes et références ».
Pour les articles homonymes, voir Suisse (homonymie).
La Suisse est un quotidien suisse qui a paru à Genève de mai 1898 à mars 1994.
Organe politique puis indépendant, le quotidien a été à son apogée le journal représentant le plus fort tirage de Suisse romande.

## Histoire
Sa première édition spéciale paraît le 11 septembre 1898, à l'occasion de l'assassinat de l'impératrice Élisabeth d'Autriche sur le quai du Mont-Blanc à Genève. Pendant la Première Guerre mondiale, le journal publie plus de 100 éditions spéciales. La Suisse est doté d'une édition dominicale depuis 1913.
En 1939, en raison des difficultés financières liées à la Guerre, un accord est conclu entre La Suisse et la Tribune de Genève pour faire de la première un journal du matin et de la seconde un journal du soir. Après la Guerre, le tirage double passant de 37 000 exemplaires en 1958 à 68 000 exemplaires en 1984. Seul quotidien à paraître le dimanche à Genève, l'édition dominicale atteint même 100 000 exemplaires en février 1962.
Rédacteur en chef de 1941 à 1975, Marc Chenevière a développé le réseau de correspondants. C'est sous sa direction que le journal aura été pendant un certain temps le plus grand tirage de Suisse romande.
En 1988, la Tribune de Genève rompt l'accord et devient également un journal du matin. La concurrence entre les deux titres devient alors très forte, poussant les propriétaires de La Suisse à des investissements dans de nouvelles technologies (tel que le Minitel par exemple, qui ne percera jamais en Suisse), acculant le titre à la faillite et provoquant sa disparition le 13 mars 1994.
En 1994, le tirage de La Suisse était redescendu à quelque 58 000 exemplaires en semaine. Il était alors inférieur à celui du quotidien vaudois 24 heures, qui atteignait 95 000 exemplaires.
Sonor SA, la société qui éditait La Suisse, publia également le bihebdomadaire La Semaine sportive, l’hebdomadaire La Gazette de Moutier et le mensuel Le Temps stratégique. Elle a aussi été l'une des premières entreprises de presse suisse à se lancer dans les médias électroniques.

## Plumes célèbres
- Claude Richoz, auteur des Raccourcis, courtes réflexions quotidiennes, rédacteur en chef de ce journal.
- Jack Rollan, auteur du Bonjour, une chronique humoristique quotidienne
- Raoul Riesen, auteur du Renquilleur, une satire quotidienne
- Serge Lang, journaliste sportif, envoyé spécial pour le ski et le cyclisme, fondateur de la Coupe du Monde en 1966.
- André Marcel, journaliste, chroniqueur judiciaire, écrivain, auteur de la chronique quotidienne Au jour le jour à la une.
- Jacques Aeschlimann, journaliste, critique dramatique et auteur de la chronique hebdomadaire Au jour le jour de 1954 à 1970.

## Archives
Une numérisation intégrale des anciens numéros de La Suisse, est décidée en 2019. La Ville de Genève, le groupe Tamedia, la Nouvelle Association du Courrier et la Bibliothèque nationale ont conclu un partenariat en avril 2019. Trois journaux sont concernés : Le Courrier (dès 1868), la Tribune de Genève (dès 1879), et La Suisse (1898-1994). Plus de 2 millions de pages seront numérisées sous la responsabilité de la Bibliothèque de Genève, un projet estimé à 1,5 million de francs. Les fonds nécessaires seront réunis par l’Association pour la numérisation des journaux patrimoniaux genevois (ANJG), présidée par Martine Brunschwig Graf. La mise en ligne des journaux de La Suisse de 1898 à 1920 est annoncée pour 2023 et dans son intégralité pour 2025.
Elles sont disponibles sur le portail e-newspaperarchives.ch.

## Galerie

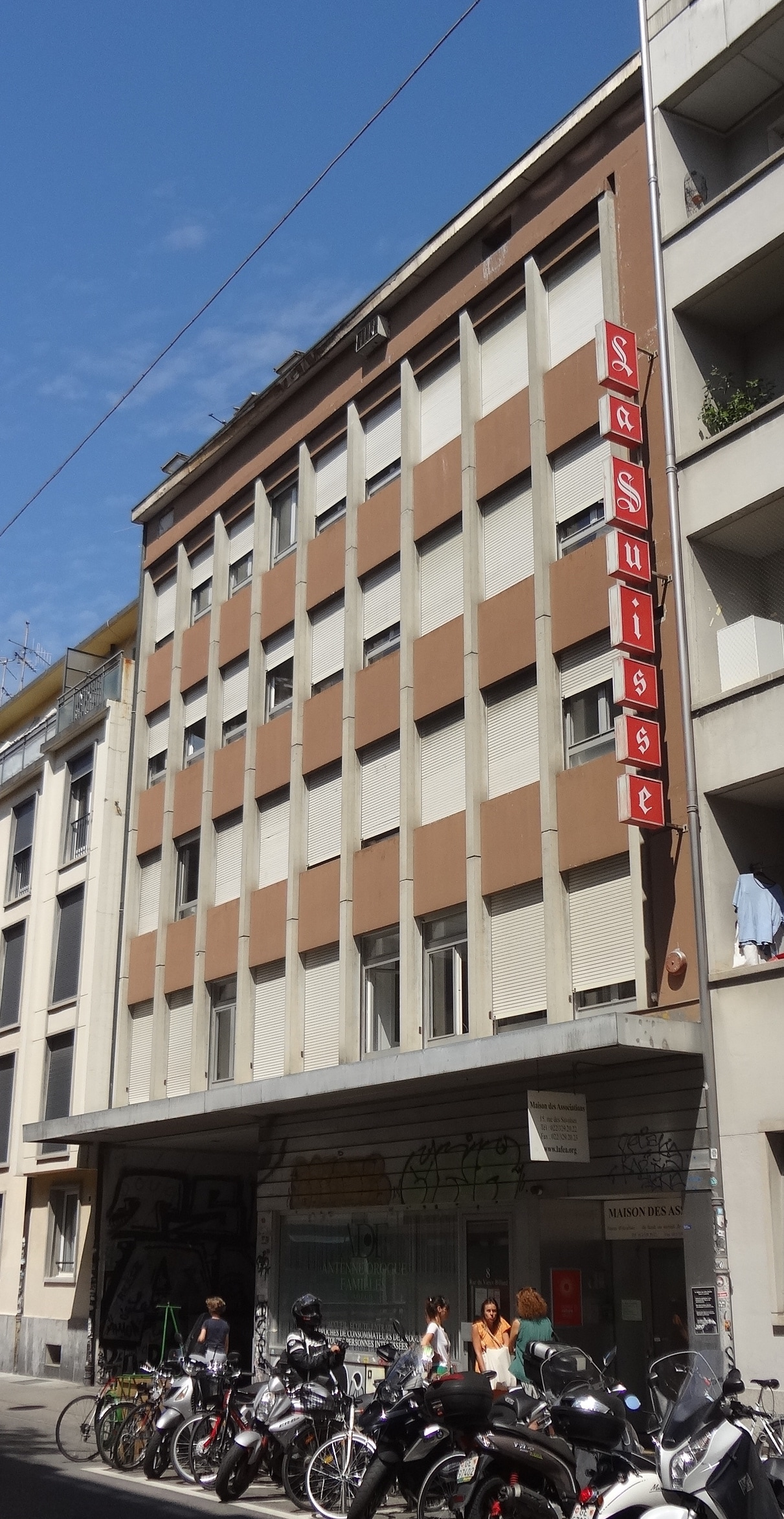
Rue du Vieux-Billard
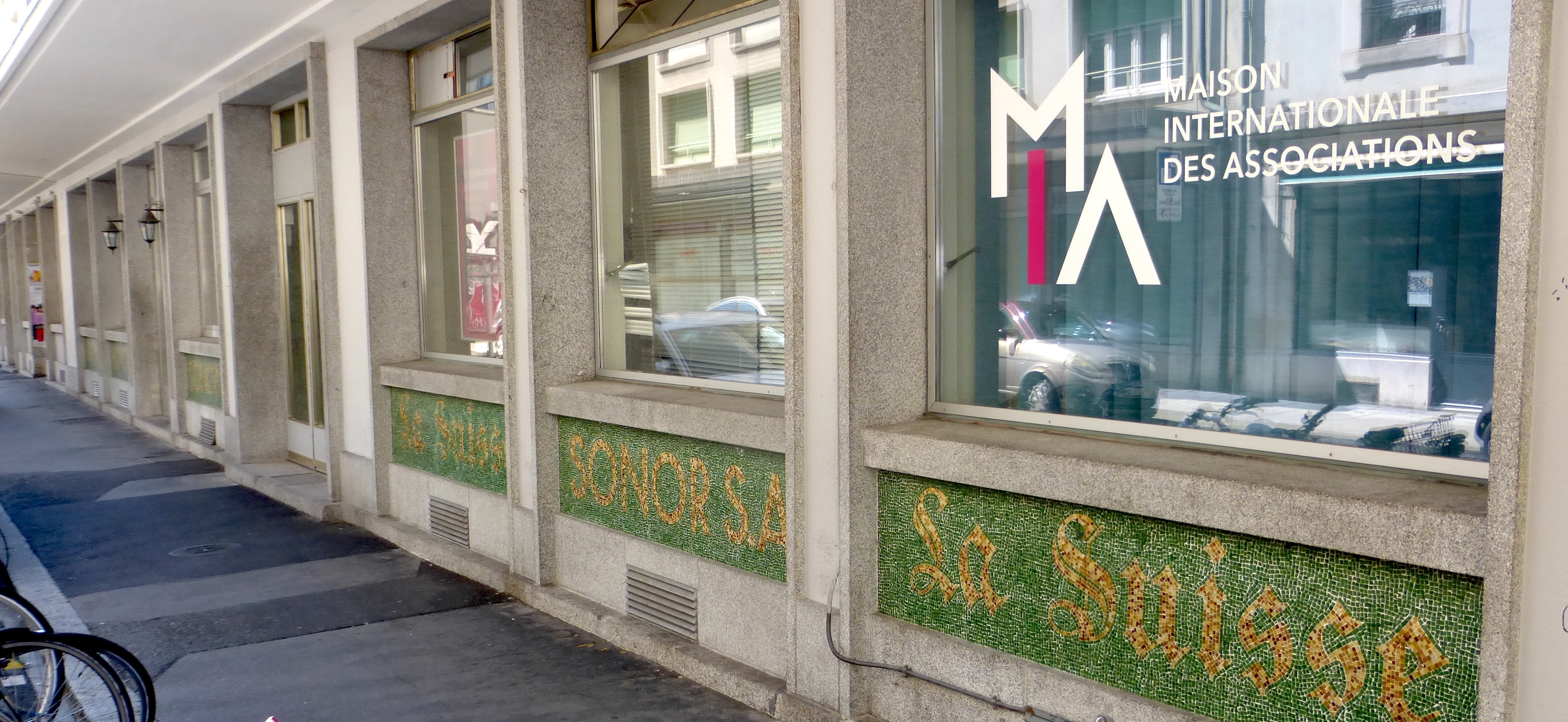
Mosaïques rue des Savoises
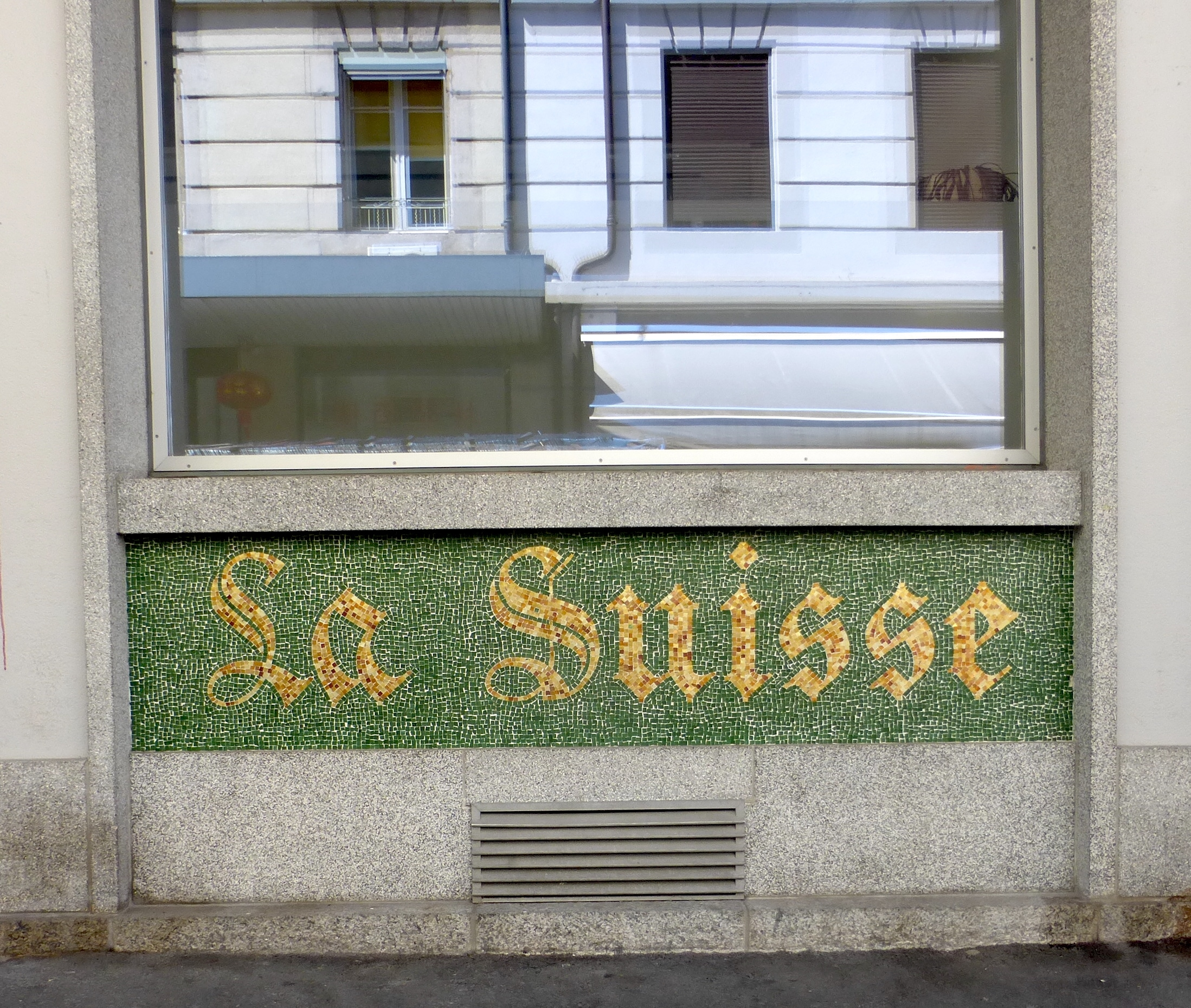
Mosaïques
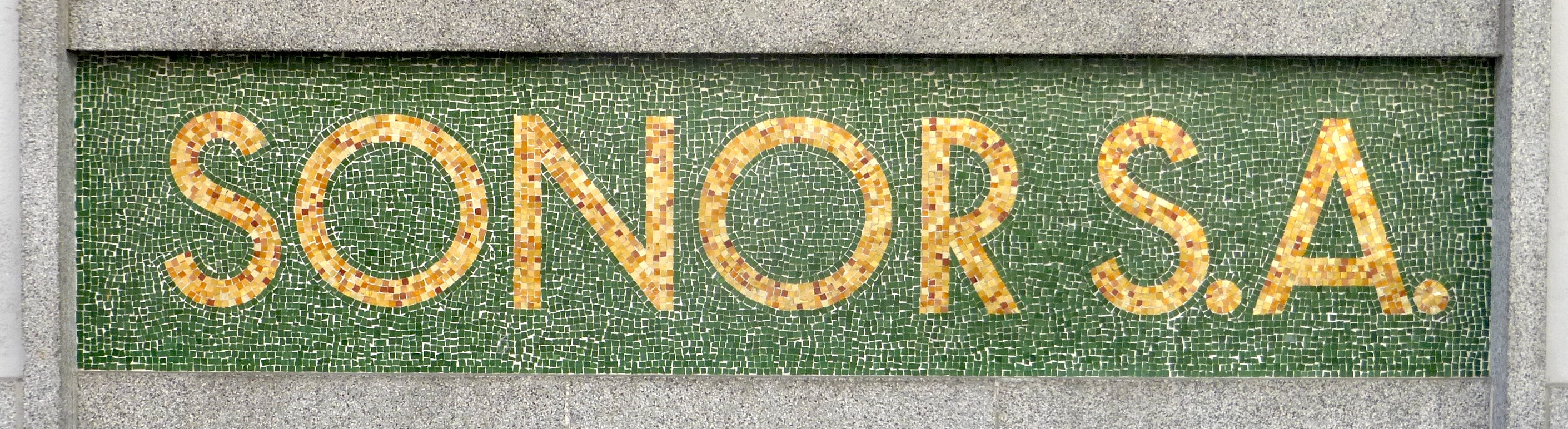
L’éditeur Sonor S.A.